# Cerkev sv. Jerneja, Breže
Cerkev svetega Jerneja je rimskokatoliška cerkev v župniji  Breže (Friesach) in stoji severno od glavnega trga ob vznožju Petrove gore (Petersberga v kraju Breže na Koroškem v Avstriji. Cerkev je spomeniško zaščitena.

## Zgodovina
Cerkev je bila prvič omenjena leta 1187. V karolinški dobi je tu verjetno že stala cerkev. Prvi dekan je bil leta 1215 imenovan Konrad iz Disentisa v Graubündnu. Cerkev je bila po več požarih v svoji zgodovini (1298, 1557, 1582, 1673, 1804 in 1895) precej spremenjena. Pokopališče okoli cerkve je bilo leta 1785 opuščeno, romanska kostnica pa podrta leta 1845.

## Arhitektura

### Zunanjost
Bazilika z mogočnima stolpoma na westwerku  (zahodni zgradbi) je bila zgrajena v 12. stoletju, dolgi kor pa v prvi četrtini 14. stoletja. Svetlobno nadstropje bazilikalne ladje je bilo zajeto s streho visokih stranskih ladij, narejenih v 17. stoletju. Stene ladje so prebodene v dveh nadstropjih z ločnimi okni.
Obokan dolg kor s 5/8 zaključkom ima približno širino ladje, vendar je višji. Vzhodni korni obok ima proti zahodu strešnega jezdeca s koničastim zaključkom. Stene kora podpirajo trojni oporniki in so prebodene z visokimi šilastimi okni z izvirnimi krogovičji. Severno od kora je zakristija.
Zahodna zgradba je enake širine kot ladja. Nad tristopenjskim stopničastim portalom je v baroku narejeno gotsko okno z velikim lokom. Ob strani zahodne fasade do višine strešne kapi ladje so tri stenske reže. Nad njimi se dvigata trinadstropna stolpa, dvojčka. Po požaru severnega stolpa leta 1804 je po požaru spremenjen baročni južni stolp s čebulasto streho in romanskimi okenskimi odprtinami dobil ravno piramidasto streho. Po požaru leta 1895 sta bila stolpa po zasnovi Raimunda Jeblingerja obnovljena v neoromanskem slogu. Od leta 1896 do leta 1912 so zgradili ogromno dvostolpno fasado v slogu renske romanike. Stolpa imata na treh straneh zgoraj bifore, v sredini po dve preprosti okni in spodaj po eno biforo. Na dveh nasprotnih straneh je zaradi strehe ladje samo zgornja vrsta oken z dvema biforama. Stolpa sta okronana s koničasto streho. Na stebru severno od cerkve je rimski relief, plošča z Minervo.

### Notranjost
Notranjost ladje je triladijska bazilika, ladjo nosijo okrogli obokani stebri z arkadami. Tako je romanska struktura še vedno jasno prepoznavna. Med kapiteli stenskih stebrov so nosilci. Z reliefi okrašeni romanski imposti na severozahodu ladijskih stebrov kažejo pošasti in mitološka bitja. Osrednja ladja je na zahodni strani bistveno daljša od stranskih ladij in tudi s širino glavne ladje 10,6 metra in celotno širino 21,3 metra presenetljivo široka. Prvotno je imela raven strop, leta 1441 je bila rebrasto obokana, oboki nad stranskima ladjama pa dodani v drugi polovici 17. stoletja. Tudi v 17. stoletju so bile nad stranskima ladjama dodane baročne empore, katerih odprtine so spremenili leta 1896 v neoromanskem slogu. Na stiku reber in obokov ladje so sklepniki z glavami in grbi. Okroglo obokan tridelni steber z obokom podpira zahodno emporo, katere balustrada je sestavljena s krogovičjem. Na sprednji strani empore je mogoče videti Marijino smrt. Koničast lok slavoloka je iz konca 15. stoletja in povezuje ladjo s korom. Kor z zgodnjegotskim rebrastim obokom je dal med 1326 in 1333 zgraditi prošt Gerold, ki je pozneje postal krški škof. Obok sloni na konzoli prek služnika, ki je prekinjen v spodnji tretjini stene s konzolo. Na njih so prikazani angelske glave in listje. Glave in listje so tudi motivi na okroglih sklepnikih. Na severni strani kora drži s koničastim lokom profiliran portal z železom okovana vrata zakristije.

### Okna
Največjega pomena so srednjeveški vitraji. Vitraji so poznoromanski, na sever obrnjenih kornih oknih, naslikani so bili okoli 1270–1280. Leta 1838 so jih prenesli iz tukajšnje dominikanske cerkve in leta 1890 dopolnili. Na desetih steklih so podobe Pametnih in nespametnih devic.
V južnem zadnjem kornem oknu, ki prikazuje vitraj iz 1325–1338, je 12 stekel s prizori iz Kristusovega življenja. Leta 1838 so bila obnovljena iz različnih kornih oken. Tri majhne steklene slike v severovzhodnem oknu stranske ladje so bile izdelane leta 1661. Prvo okno v južni stranski ladji prikazuje grb. Sliko je leta 1565 podaril nadškof Johann Jakob Khuen-Belasi. Velika obokana okna nad orglami je leta 1995 zasteklila Rudolfine P. Rossmann. Krožna okna svetlobnega nadstropja ladje so slepa zaradi strehe stranske ladje.

## Oprema

### Glavni oltar
Precej veličasten in enoten je črno-zlat glavni oltar v kombinaciji z dvonadstropno zgradbo iz leta 1679. Na glavnem oltarju je podoba vnebovzetja, nad njo pa mučeništva svetega Jerneja. Na vrhu sliko na levi spremlja kip svetega Ulrika in desno svetega Ruperta. Tabernakelj in angeli so iz poznega baroka.

### Stranski oltarji
Marijin oltar v severni ladji je bil prvotno postavljen v nekdanji podružnični cerkvi svetega Janeza v Sankt Salvatorju. Oltar s kipom Marije kraljice nebes je nastal okoli leta 1700. V južni stranski ladji je oltar Srca Jezusovega iz 19. stoletja. Na stebrih srednje ladje je Marijin oltar, narejen okoli leta 1900, in južno Jožefov oltar iz leta 1710 s sliko v bogato izrezljanem okvirju iz akantovih listov.

### Prižnica
Poznobaročno prižnico, narejeno okoli leta 1790, pripisujejo Johannu Reiterju. Na košu prižnice sedijo kipi evangelistov, na akustičnem pokrovu keruba s simboli takrat znanih štirih celin, kot so krona, turban, perjanica in živali, kot so konji, lev in anatomsko ne čisto pravilen slon.

### Drugo
Poleg tega je na konzolah v koru in v ladji 12 v naravni velikosti izrezljanih kipov apostolov iz prve polovice 18. stoletja. Poznobaročna kipa konzole Marije in Janeza sta bila del skupine Križanje, dva neznana svetnika sta pod emporo. Dve sliki iz 18. stoletja v severni ladji prikazujeta sveto Barbaro in svetega Jožefa Kalasanca. Od leta 2000 so v cerkvi ene najpomembnejših novih orgel na Koroškem.

### Nagrobniki
Večji nagrobniki so:  
- kot relief zasnovan nagrobnik škofa Gerolda iz Brež iz leta 1333,
- veličasten nagrobnik iz rožnatega marmorja iz leta 1553 prošta Georga Vischla,
- figuralni nagrobnik v vrezani tehniki lavantinskega škofa Petra Chrella iz leta 1363 iz rdečkastega marmorja v severni ladji na zahodni steni,
- nagrobna plošča iz sivega peščenjaka Bricija Paumgartingerja iz 1422 na severni steni veže ob zahodnem portalu,
- nagrobna plošča z grbom iz sivega peščenjaka Weipolda in Katarine Graswein iz leta 1468, v južni ladji na steni levo od vhoda,
- nagrobna plošča z grbom iz rdečega marmorja Erharta Überackerja iz leta 1470 v južni ladji.

## Drugo
Na trgu pred cerkvijo stoji romanski portal nekdanje kostnice. Je iz zadnje četrtine 12. stoletja in prikazuje timpanon z reliefi Kristusa. Preden je bil postavljen sem, je bil v občinski pisarni Breže.